# Temporada de tifones del Pacífico de 2017
La temporada de tifones del Pacífico de 2017 es un evento actual en el cual ciclones tropicales se forman en el océano Pacífico oeste. La temporada permanecerá activa durante este 2017 con mayor frecuencia entre mayo y noviembre. El enfoque de este artículo está limitado para el océano Pacífico al norte del ecuador entre el meridiano 100° este y el meridiano 180°.
Dentro del océano Pacífico noroccidental, hay dos agencias quienes de forma separada asignan nombres a los ciclones tropicales de los cuales resultan en un ciclón con dos nombres. La Agencia Meteorológica de Japón nombra un ciclón tropical en el que se basarían en la velocidad de vientos sostenidos en 10 minutos de al menos 65 km/h, en cualquier área de la cuenca. Mientras que el Servicio de Administración Atmosférica, Geofísica y Astronómica de Filipinas (PAGASA) asigna nombres a los ciclones tropicales los cuales se mueven dentro o forma de una depresión tropical en el área de responsabilidad localizados entre 135° E y 115° E y también entre 5°-25° N, sí el ciclón haya tenido un nombre asignado por la Agencia Meteorológica de Japón. Las depresiones tropicales, que son monitoreadas por el Centro Conjunto de Advertencia de Tifones de Estados Unidos, son numerados agregándoles el sufijo "W".

## Pronósticos
| Fecha               | Prónostico | Periodo             | Periodo              | Sistemas                | Ref   |
| ------------------- | ---------- | ------------------- | -------------------- | ----------------------- | ----- |
| 20 de enero de 2017 | PAGASA     | Enero — marzo       | Enero — marzo        | 1–2 ciclones tropicales | [ 1 ] |
| 20 de enero de 2017 | PAGASA     | Abril — junio       | Abril — junio        | 2–4 ciclones tropicales | [ 1 ] |
|                     | Prónostico | Ciclones tropicales | Tormentas tropicales | Tifones                 | Ref   |
| Sistemas activos:   | JMA        | 4                   | 1                    | 0                       |       |
| Sistemas activos:   | JTWC       | 2                   | 1                    | 0                       |       |
| Sistemas activos:   | PAGASA     | 3                   | 1                    | 0                       |       |

Durante el año varios servicios meteorológicos nacionales y agencias científicas pronostican cuántos ciclones tropicales, tormentas tropicales y tifones se formarán durante una temporada y numerosos ciclones tropicales afectarán a un país en particular. Estas agencias incluyen el Consorcio de Riesgo de Tormenta Tropical (TSR) del University College de Londres, PAGASA y la Oficina Central de Meteorología de Taiwán. El primer pronóstico del año fue dado a conocer por PAGASA durante el 20 de enero, dentro de su perspectiva climática estacional para el período de enero-junio. La perspectiva observó que uno o dos ciclones tropicales se formaban entre enero y marzo, mientras que se esperaba que dos o cuatro se desarrollaran o entraran en el Área de Responsabilidad de Filipinas entre abril y junio. Durante el 23 de marzo, el Observatorio de Hong Kong predijo que la temporada de ciclones tropicales en Hong Kong sería casi normal, con cuatro o siete ciclones tropicales llegando a 500 km (310 mi) del territorio en comparación con un promedio de seis.

## Resumen de la temporada
Hasta ahora, la primera mitad de la temporada ha sido relativamente débil con sólo cuatro depresiones tropicales en desarrollo. Aunque el primer sistema de 2017 se desarrolló el 7 de enero y fue nombrado Auring por PAGASA. Depresión tropical Bising también se desarrolló durante la primera semana de febrero, y ambos sistemas fueron un factor y empeoraron los efectos de las inundaciones de Visayas y Mindanao.

## Ciclones tropicales

### Depresión tropical Uno-W (Airing)
El 7 de enero, el sistema meteorológica PAGASA como la JMA informaron que la depresión tropical Auring se desarrolló a unos 400 km al noreste de la ciudad de Dávao en Mindanao, Filipinas. Durante ese día, el sistema se desplazó a lo largo de la periferia sur de una zona subtropical de alta presión, antes de que la JTWC iniciara avisos sobre el sistema y lo designara como depresión tropical Uno-W. Posteriormente, llegó a tocar tierra en Filipinas al día siguiente y se evaluó que había degradó como baja remanente. Sin embargo, el JMA siguió el sistema hasta que emergió en el Mar de China Meridional. Para el 15 de enero, la JTWC volvió a emitir avisos y alertas ya que estaba ubicada al este de Vietnam. Sin embargo, la depresión se disipó debido a la cizalladura del viento y la interacción de la tierra, y tanto el JTWC como JMA emitieron sus advertencias finales el 16 de enero.

### Depresión tropical Bising
El 3 de febrero, una depresión tropical se desarrolló cerca de Palaos .El sistema se disipó el día 7 de abril.

### Depresión tropical Dos-W (Crising)
Una depresión tropical se formó sobre Palaos el 13 de abril. Se desplazó hacia el oeste de Filipinas durante los próximos dos días. El 16 de abril, por lo menos nueve personas perdieron la vida en Cebú debido a las inundaciones.

### Otras tormentas
El 20 de marzo, una depresión tropical se formó cerca de la costa este de Leyte, Filipinas, y se disipó sobre el mar de Sibuyan al día siguiente.

## Nombres de los ciclones tropicales
Dentro del océano Pacífico noroccidental, ambos la JMA y PAGASA asigna nombres a los ciclones tropicales que se forman en el Pacífico occidental, los cuales resultan en un ciclón tropical con dos nombres. El Centro Meteorológico Regional Especializado de la Agencia Meteorológica de Japón - Typhoon Center asigna nombres internacionales a ciclones tropicales en nombre del comité de tifones de la Organización Meteorológica Mundial, deben de ser revisados si tienen una velocidad de vientos sostenidas en 10 minutos de 65 km/h. Los nombres de ciclones tropicales muy destructivos son retirados, por PAGASA y el Comité de Tifones. En caso de que la lista de nombres para la región filipina se agote, los nombres serán tomados de una lista auxiliar en el cual los primeros diez son publicados en cada temporada. Los nombres no usados están marcados con gris y los nombres en negrita son de las tormentas formadas.

### Nombres internacionales
Los ciclones tropicales son nombrados de la siguiente lista del Centro Meteorológico Regional Especializado en Tokio, una vez que alcanzan la fuerza de tormenta tropical. Los nombres son aportados por miembros de la ESCAP/WMO Typhoon Committee. Cada miembro de las 14 naciones o territorios contribuyen con 10 nombres, que se usan en orden alfabético, por el nombre del país en inglés (p.ej. China, Federated States of Micronesia, Japan, South Corea, United States, etc.). Los siguientes 24 nombres son:
| - Muifa (1701) - Merbok (1702) - Namnadol (1703) - Talas (1704) - Noru (1705) | - Kulap (1706) - Roke (1707) - Sonca (1708) - Nesat (1709) - Haitang (1710) | - Nalgae (1711) - Banyan (1712) - Hato (1713) - Pakhar (1714) - Sanvu (1715) | - Mawar (1716) - Guchol (1717) - Talim (1718) - Doksuri (1719) - Khanun (1720) | - Lan (1721) - Saola (1722) - Damrey (1723) - Haikui (1724) - Kirogi (sin usar) |

### Filipinas
La PAGASA usa sus propios nombres para los ciclones tropicales en su área de responsabilidad. Ellos asignan nombres a las depresiones tropicales que se formen dentro de su área de responsabilidad y otro ciclón tropical que se mueva dentro de su área de responsabilidad. En caso de que la lista de nombres dadas a un año sean insuficientes, los nombres de la lista auxiliar serían tomados, los primeros diez de los cuales son publicados cada año antes que la temporada empiece. Los nombres no retirados serán usados en la temporada del 2021. Esta es la misma lista usada en la temporada del 2013, con la excepción de Lannie, Salomé y Yasmin que reemplazaron a Labuyo,  Santi y  Yolanda. Los nombres no usados están marcados con gris.
| - Auring - Bising - Crising - Dante (1701) - Emong | - Fabian (sin usar) - Gorio (sin usar) - Huaning (sin usar) - Isang (sin usar) - Jolina (sin usar) | - Kiko (sin usar) - Lannie (sin usar) - Maring (sin usar) - Nando (sin usar) - Odette (sin usar) | - Paolo (sin usar) - Quedan (sin usar) - Ramil (sin usar) - Salomé (sin usar) - Tino (sin usar) | - Urduja (sin usar) - Vinta (sin usar) - Wilma (sin usar) - Yasmín (sin usar) - Zoraida (sin usar) |

Lista auxiliar

| - Alamid (sin usar) - Bruno (sin usar) | - Conching (sin usar) - Dolor (sin usar) | - Ernie (sin usar) - Florante (sin usar) | - Gerardo (sin usar) - Hernán (sin usar) | - Isko (sin usar) - Jerome (sin usar) |